# Andrij Hnatov
Andrij Viktorovyč Hnatov (in ucraino Андрій Вікторович Гнатов?; ...) è un generale ucraino, attuale capo di stato maggiore delle Forze armate dell'Ucraina.

## Biografia
Nel 2001 Hnatov si è diplomato presso l'Istituto militare delle truppe corazzate, affiliato al Politecnico di Charkiv, iniziando la sua carriera nelle Forze armate ucraine. Nel 2014 prestava servizio in un battaglione di fanteria di marina in Crimea; in seguito all'occupazione russa della penisola, fu uno dei soldati che non tradirono l'Ucraina e riuscirono a raggiungere la terraferma. Dal 2016 al 2018 ha ricoperto la carica di capo di stato maggiore della 36ª Brigata fanteria di marina "Contrammiraglio Mychajlo Bilyns'kyj". Il 30 aprile 2018 è stato promosso al grado di colonnello e nominato comandante della brigata, che ha guidato fino al 2021, prendendo parte a più riprese ai combattimenti durante la guerra del Donbass.
Nel 2022, al momento dello scoppio dell'invasione russa dell'Ucraina, ricopriva la carica di vice comandante e capo di stato maggiore del Comando operativo "Sud". Ad aprile ha gestito la difesa della città di Mykolaïv, subentrando al generale Dmytro Marčenko. Promosso brigadier generale il 17 giugno, è stato uno dei comandanti di spicco durante la controffensiva nell'Ucraina meridionale che ha portato alla liberazione di Cherson a novembre 2022. Nella primavera del 2023 ha partecipato all'organizzazione della difesa di Bachmut, operando sotto il comando del generale Oleksandr Syrs'kyj.
A partire da ottobre 2023 ha comandato il Gruppo operativo-tattico "Odesa". Ad aprile 2024 è stato nominato comandante del Comando operativo "Est". Il 24 giugno ha sostituito Jurij Sodol' a capo del Comando interforze delle Forze Armate dell'Ucraina e del Gruppo operativo-strategico "Chortycja", venendo promosso  maggior generale il 23 agosto. Il 26 gennaio 2025 è stato avvicendato alla guida del Gruppo "Chortycja" dal comandante delle Forze terrestri ucraine Mychajlo Drapatyj.
Il 26 febbraio è stato avvicendato  nell'incarico di comandante del Comando interforze per essere nominato vice capo di stato maggiore delle Forze armate ucraine il giorno successivo. Il 16 marzo 2025 il presidente ucraino Volodymyr Zelens'kyj l'ha promosso al ruolo di capo di stato maggiore generale al posto del generale Anatolij Barhylevyč.